# 澤田実架
澤田 実架（さわだ みか、2000年〈平成12年〉1月22日 - ）は、日本のグラビアモデル・タレント・レースクイーン。愛知県知立市出身。ティースタイルマネジメント所属。愛称は「さわちょ」。

## 略歴
2018年11月13日に行われた『2019 ミス・ジャパン愛知大会』で審査員特別賞を受賞。準グランプリを受賞した加藤遥香と共にティースタイルマネジメントの所属モデルとなる。
2019年、SUPER GT『ZENT sweeties』メンバーとしてレースクイーン活動を行い、同年度の日本レースクイーン大賞・新人部門で準グランプリを受賞した。
2020年8月4日、『RIZINガール2020 オーディション』に合格。同年8月9日にぴあアリーナMMで開催された『RIZIN.22 - STARTING OVER -』でRIZINガールの白担当としてリングデビュー。事務所の先輩でsweetiesでも共働したRIZINガール川村那月から白担当のバトンを受け継ぐ形となった。
2022年7月、『RIZINガールオーディション2022』に合格し、1年ぶりにRIZINガールに復帰。2023年7月30日の『超RIZIN.2』（於：さいたまスーパーアリーナ）までRIZINガールを務めた。
2024年3月1日、SUPER GT300クラス『K2 R&D LEON RACING』をサポートする「LEON RACING LADY」に就任。ZENT sweeties以来5年ぶりにSUPER GTのRQ復帰を果たした。翌2025年も引き続きLEON RACING LADYを務めている。

## 人物
- 3歳の頃からクラシックバレエを習う[2]。
- モータースポーツに興味を持っていた父親の影響で、子供の頃からサーキットに遊びに行っていた[3]。
- 高校時代はフィリピンに留学したことがある[13]。
- チャームポイントは広いおでこ[3]。
- スキューバダイビングのライセンスを持っている[13]。
- 大の格闘技ファン。日本最大の格闘技団体『RIZIN』で約2年間『RIZINガール（ラウンドガール）』を務め、その後も日本各地のRIZINの会場に定期的に足を運んで格闘技を楽しんでいる。
- sweetiesで共働した福江ななかとは「RIZINガール2022」でも共演[9]。週刊プレイボーイ（集英社）2022年52号では、澤田と福江・荒井つかさとの3人によるグラビアが掲載された他、『Top of Ring Girls.』と題したデジタル写真集も制作された[14]。

## 出演

### ドラマ
- 2017年 NHKドラマ10 「お母さん、娘をやめていいですか？」
- 2021年 ABEMAオリジナル連続ドラマ 「会社は学校じゃねぇんだよ 新世代逆襲編」
- 2022年12月 RIZIN YouTubeドラマ 「今夜も帰れません」

### テレビ番組
- 黒ちゃんねる「リバティゴルフレッスン」（テレビ愛知・2021年）- 下光リコと共演[15]

### 映画
- ゾッキ（2021年）- 田舎の女子高生役[2]
- LOVE LIFE（2022年）- 下光リコ、友野ゆみ、愛澤ゆいかと共にエキストラ出演[16]

### イベント
- 2019-2020FIA WEC 富士6時間耐久レース（2019年10月4日 - 6日、富士スピードウェイ）
WECグリッドセレモニーガール[注 3]として参加。
- カウントダウンパーティー2021-2022（2021年12月31日 - 2022年1月1日、セルリアンタワー東急ホテル タワーズバー「ベロビスト」）
下光リコと共にコーラス参加。ギター：吉田次郎、ピアノ：折重由美子、ナビゲーター：土屋炎伽[18]。

### CM
- ディープラス（2019年 - 2021年）- ダンディ坂野と共演[動画 2][動画 3]。

### 広告
- GOLDEX Mobileイメージガール（2021年度）[注 4]
- エンジニアスタイル東京 イメージキャラクター（2022年 - ）[1]